# Österreichische Alpine Skimeisterschaften 1982
Die Österreichischen Alpinen Skimeisterschaften 1982 fanden vom 17. bis zum 21. Februar in Bad Kleinkirchheim statt.

## Herren

### Abfahrt
| Platz | Name              | Zeit        |
| ----- | ----------------- | ----------- |
| 1     | Harti Weirather   | 1:28,96 min |
| 2     | Peter Wirnsberger | 1:29,18 min |
| 3     | Franz Klammer     | 1:29,38 min |
| 4     | Josef Walcher     | 1:29,82 min |
| 5     | Hubert Nachbauer  | 1:30,70 min |
| 6     | Helmut Höflehner  | 1:30,73 min |

Datum: 17. Februar 1982

Ort: Bad Kleinkirchheim

Piste: Strohsack

### Riesenslalom
| Platz | Name                | Zeit        |
| ----- | ------------------- | ----------- |
| 01    | Franz Gruber        | 2:33,76 min |
| 02    | Hans Enn            | 2:34,19 min |
| 03    | Christian Orlainsky | 2:35,07 min |
| 04    | Robert Zoller       | 2:35,08 min |
| 05    | Klaus Heidegger     | 2:35,23 min |
| 06    | Manfred Wallinger   | 2:35,60 min |
| 07    | Hubert Strolz       | 2:35,79 min |
| 08    | Günther Mader       | 2:36,05 min |
|       | Guido Hinterseer    | 2:36,05 min |
| 10    | Anton Steiner       | 2:35,44 min |

Datum: 20. Februar 1982

Ort: Bad Kleinkirchheim

### Slalom
| Platz | Name                | Zeit        |
| ----- | ------------------- | ----------- |
| 01    | Anton Steiner       | 1:30,49 min |
| 02    | Hubert Strolz       | 1:31,20 min |
| 03    | Helmut Gstrein      | 1:31,62 min |
| 04    | Christian Orlainsky | 1:31,70 min |
| 05    | Wolfram Ortner      | 1:31,83 min |
| 06    | Klaus Heidegger     | 1:31,89 min |
| 07    | Hans Enn            | 1:32,06 min |
| 08    | Hannes Spiss        | 1:33,18 min |
| 09    | Jakob Platzer       | 1:33,66 min |
| 10    | Manfred Brunner     | 1:34,45 min |

Datum: 21. Februar 1982

Ort: Bad Kleinkirchheim

### Kombination
Die Kombination setzt sich aus den Ergebnissen von Slalom, Riesenslalom und Abfahrt zusammen.
| Platz                      | Name               | Punkte |
| -------------------------- | ------------------ | ------ |
| 1                          | Anton Steiner      | 038,76 |
| 2                          | Wolfram Ortner     | 044,41 |
| 3                          | Ernst Riedlsperger | 114,10 |
| 4                          | Breuner            | 136,14 |
| 5                          | Hiebein            | 191,35 |
| 6                          | Frank Gruber       | 318,89 |
| nur sechs Läufer klassiert |                    |        |

## Damen

### Abfahrt
| Platz | Name               | Zeit        |
| ----- | ------------------ | ----------- |
| 1     | Lea Sölkner        | 1:33,52 min |
| 2     | Sieglinde Winkler  | 1:33,70 min |
| 3     | Huberta Wolf       | 1:33,95 min |
| 4     | Ingrid Eberle      | 1:34,12 min |
| 5     | Sylvia Eder        | 1:34,14 min |
| 6     | Elisabeth Kirchler | 1:34,26 min |
| 7     | Cornelia Pröll     | 00000? min  |

Datum: 17. Februar 1982

Ort: Bad Kleinkirchheim

Piste: Strohsack

### Riesenslalom
| Platz | Name             | Zeit        |
| ----- | ---------------- | ----------- |
| 1     | Anni Kronbichler | 2:16,57 min |
| 2     | Roswitha Steiner | 2:17,20 min |
| 3     | Karin Buder      | 2:17,26 min |
| 4     | Sylvia Eder      | 2:17,88 min |
| 5     | Claudia Riedl    | 2:18,13 min |
| 6     | Lea Sölkner      | 2:18,71 min |

Datum: 19. Februar 1982

Ort: Bad Kleinkirchheim

### Slalom
| Platz | Name             | Zeit        |
| ----- | ---------------- | ----------- |
| 1     | Rosi Aschenwald  | 1:39,02 min |
| 2     | Ingrid Eberle    | 1:39,30 min |
| 3     | Roswitha Steiner | 1:39,31 min |
| 4     | Claudia Riedl    | 1:39,94 min |
| 5     | Anni Kronbichler | 1:40,14 min |
| 6     | Lea Sölkner      | 1:40,45 min |

Datum: 18. Februar 1982

Ort: Bad Kleinkirchheim

### Kombination
Die Kombination setzt sich aus den Ergebnissen von Slalom, Riesenslalom und Abfahrt zusammen.
| Platz | Name                |
| ----- | ------------------- |
| 1     | Ingrid Eberle       |
| 2     | Lea Sölkner         |
| 3     | Sieglinde Winkler   |
| 4     | Katharina Gutensohn |
| 5     | Rosemarie Dreier    |